# Dubowica (rejon kałuski)
Dubowica (ukr. Дубовиця) – wieś na Ukrainie, w  obwodzie iwanofrankiwskim, w rejonie kałuskim.